# 光滑水筛
光滑水筛（学名：Blyxa leiosperma），为水鳖科水筛属下的一个植物种。